# JEF United Ichihara Chiba

biểu trưng cũ

JEF United Ichihara Chiba (ジェフユナイテッド市原・千葉 Jefu Yunaiteddo Ichihara Chiba) là một câu lạc bộ bóng đá chuyên nghiệp Nhật Bản hiện đang thi đấu tại J. League Hạng 2. Ngày 1 tháng 2 năm 2005, câu lạc bộ đổi tên từ JEF United Ichihara thành như hiện tại sau khi thành phố Chiba cùng với Ichihara, Chiba trở thành nơi đóng quân của câu lạc bộ năm 2003. Tên của câu lạc, JEF được ghép từ JR East và Điện Furukawa- và United, đại diện cho sự hiệp nhất của đội bóng và thành phố quê hương của mình. Câu lạc bộ còn được gọi là JEF United (ジェフユナイテッド千葉 Jefu Yunaiteddo Chiba) hay JEF Chiba (ジェフ千葉 Jefu Chiba).

## Lịch sử
Câu lạc bộ thành lập năm 1946 với tư cách câu lạc bộ của công ty, Câu lạc bộ bóng đá Điện Furukawa (古河電気工業サッカー部). Khi còn là câu lạc bộ công ty, đội hai lần giành Japan Soccer League, 4 chiếc Cúp Hoàng đế và 3 lần giành JSL League Cup. Furukawa cũng giành chức vô địch Giải bóng đá vô địch câu lạc bộ châu Á 1986-87, danh hiệu cao nhất dành cho câu lạc bộ ở châu Á; họ là câu lạc bộ Nhật Bản đầu tiên làm được điều này.
Khi giải VĐQG bắt đầu năm 1965, câu lạc bộ luôn thi đấu tại giải đấu cao nhất Nhật Bản và là câu lạc bộ Nhật Bản duy nhất chưa từng xuống hạng từ  JSL1, một kỷ lục họ giữ tới tận những năm thi đấu tại J1. Họ kết thúc mùa 1978 ở vị trí xuống hạng (thứ 10) nhưng vẫn trụ hạng thành công sau khi đánh bại Honda F.C. 1-0 sau hai lượt trận playoff. Vị trí cuối không tự động xuống hạng cho tận đến mùa 1980.
Năm 1991, họ kết hợp với đội bóng của công ty Đường sắt Đông Nhật Bản trở thành Câu lạc bộ bóng đá Đường sắt Đông Nhật Bản Furukawa (東日本ジェイアール古河サッカークラブ) và rồi đổi tên thành JEF United Ichihara khi J. League thành lập 1993. Đội bóng bắt đầu được xây dựng xung quanh tuyển thủ Đội tuyển bóng đá quốc gia Đức Pierre Littbarski.
Từ năm 1998 đến 2000, đội bóng bắt đầu đấu tranh để được ở lại J. League và bắt đầu một loạt những nỗ lực để trở thành một đội bóng cạnh tranh. Kể từ khi thuê Ivica Osim vào năm 2003, JEF United đã bắt đầu cạnh tranh cho chức vô địch mỗi năm mặc dù nguồn lực hạn chế và lượng khán giả ít ỏi.
Ngày 16 tháng 7 năm 2006, Osim rời câu lạc bộ để làm huấn luyện viên của đội tuyển quốc gia Nhật Bản và được kế nhiệm bởi Amar Osim, con trai của ông và trợ lý huấn luyện viên  Lưu trữ ngày 18 tháng 7 năm 2006 tại Wayback Machine. Ngày 5 tháng 12 năm 2007, câu lạc bộ thông báo rằng Amar Osim đã bị sa thải sau khi kết thúc ở vị trí thứ 13. 
Sau 13 trận trong mùa giải 2008. Josip Kuze đã bị sa thải cùng với đội ngũ quản lý. Ngày 8 tháng 5 năm 2008 câu lạc bộ thông báo rằng Alex Miller là huấn luyện viên mới. Miller từng là Huấn luyện viên đội một tại Liverpool FC cùng với Rafael Benítez trước khi gia nhập JEF United.
Điện Furukawa không còn là nhà tài trợ chính của câu lạc bộ, thay thế cho họ là Điện Fuji.
Ngày 08 tháng 11 năm 2009, JEF United Chiba đã bị xuống hạng J2 sau 44 mùa ở giải đấu cao nhất Nhật Bản; từ năm 2010, JEF United Chiba thi đấu tại J. League Hạng 2.
JEF United Chiba đã gần được thăng hạng J. League Hạng 1 mùa giải 2012. Câu lạc bộ được coi là một trong những đội có thể được thăng hạng trực tiếp J1. Tuy nhiên, sau khi thất bại trước đội bóng được coi là yếu hơn như FC Gifu và F.C. Machida Zelvia, JEF phải thi đấu playoffs, lọt vào trận chung kết. Họ đã đánh bại Yokohama FC 4-0, nhưng thua trong trận chung kết trước  Oita Trinita 1-0, trên Sân vận động Quốc gia Tokyo.
Năm 2013 một lần nữa họ có cơ hội thăng hạng J1. Họ đã thua ở trận bán kết trước Tokushima Vortis sau trận hòa 1-1 (Chiba giành vị trí thứ 6 còn Tokushima giành vị trí thứ 3 trên bảng xếp hạng, theo quy định câu lạc bộ giành vị trí cao hơn sẽ vào chung kết nếu có tỉ số hòa)
Năm 2014 họ lại một lần nữa có cơ hội thăng hạng. Câu lạc bộ không phải chơi trận bán kết (Câu lạc bộ Giravanz Kitakyushu không đủ tiêu chuẩn về sân vận động nên họ không được thi đấu playoff). Trong trận chung kết với Montedio Yamagata, họ để thua 0-1, trên Sân vận động Ajinomoto.

## Các câu lạc bộ liên kết

### Điện FurukawaChiba
Đây là đội dự bị của JEF trong khoảng thời gian thi đấu tại JSL. Đội được thành lập năm 1967 và họ lần đầu lên hạng JSL Hạng Hai năm 1975. Họ tiếp tục tồn tại, dù hiện không còn liên quan trên giấy tờ, họ hiện đang thi đấu tại Giải khu vực Kanto. Năm 2008 họ đổi tên thành S.A.I. Ichihara

### Đội dự bị JEF
Đội dự bị của JEF thi đấu đến tận năm 2011 ở Japan Football League, hạng đấu cao thứ ba của bóng đá Nhật Bản. Nhưng năm 2011, câu lạc bộ thông báo dừng đội B do vấn đề tài chính.

## Kết quả tại J. League
| Mùa giải | Hạng | Số đội | Vị trí | Khán giả trung bình | J. League Cup | Cúp Hoàng đế |
| -------- | ---- | ------ | ------ | ------------------- | ------------- | ------------ |
| 1992     | –    | –      | –      | –                   | Vòng bảng     | Tứ kết       |
| 1993     | J1   | 10     | 8      | 20,273              | Vòng bảng     | Tứ kết       |
| 1994     | J1   | 12     | 9      | 22,262              | Vòng 2        | Vòng 2       |
| 1995     | J1   | 14     | 5      | 15,418              | –             | Vòng 1       |
| 1996     | J1   | 16     | 9      | 12,008              | Vòng bảng     | Vòng 3       |
| 1997     | J1   | 17     | 13     | 5,693               | Tứ kết        | Vòng 4       |
| 1998     | J1   | 18     | 16     | 5,365               | Chung kết     | Vòng 3       |
| 1999     | J1   | 16     | 13     | 5,774               | Vòng 2        | Vòng 3       |
| 2000     | J1   | 16     | 14     | 6,338               | Vòng 2        | Tứ kết       |
| 2001     | J1   | 16     | 3      | 7,818               | Tứ kết        | Tứ kết       |
| 2002     | J1   | 16     | 7      | 7,897               | Tứ kết        | Bán kết      |
| 2003     | J1   | 16     | 3      | 9,709               | Vòng bảng     | Tứ kết       |
| 2004     | J1   | 16     | 4      | 10,012              | Vòng bảng     | Vòng 4       |
| 2005     | J1   | 18     | 4      | 9,535               | Vô địch       | Vòng 5       |
| 2006     | J1   | 18     | 11     | 13,393              | Vô địch       | Vòng 4       |
| 2007     | J1   | 18     | 13     | 14,149              | Vòng bảng     | Vòng 4       |
| 2008     | J1   | 18     | 15     | 14,084              | Tứ kết        | Vòng 4       |
| 2009     | J1   | 18     | 18     | 14,730              | Vòng bảng     | Vòng 4       |
| 2010     | J2   | 19     | 4      | 11,689              | –             | Vòng 4       |
| 2011     | J2   | 20     | 6      | 9,680               | –             | Tứ kết       |
| 2012     | J2   | 22     | 5      | 9,281               | –             | Tứ kết       |
| 2013     | J2   | 22     | 5      | 10,004              | –             | Vòng 3       |
| 2014     | J2   | 22     | 3      | 9,333               | –             | Bán kết      |

- Nguồn: J. League Data Site

## Danh hiệu

### Điện Furukawa
- Japan Soccer League: (2) 1976, 1985
- JSL Cup: (3) 1977, 1982, 1986–87
- Cúp Hoàng đế: (4) 1960, 1961, 1964 (chia sẻ), 1976
- Siêu cúp Nhật Bản: (1) 1977
- Giải vô địch bóng đá các công xưởng toàn Nhật Bản: (3)  1959, 1961, 1962 (chia sẻ)
- Giải vô địch bóng đá liên thành phố toàn Nhật Bản: (4) 1959, 1960, 1961, 1964
- Giải bóng đá vô địch câu lạc bộ châu Á: (1) 1986

### JEF United Ichihara Chiba
- J. League Cup.: (2) 2005, 2006

## Cầu thủ

### Đội hình hiện tại
Tính tới 27 tháng 11 năm 2015.
Ghi chú: Quốc kỳ chỉ đội tuyển quốc gia được xác định rõ trong điều lệ tư cách FIFA. Các cầu thủ có thể giữ hơn một quốc tịch ngoài FIFA.
| Số | VT | Quốc gia | Cầu thủ               |
| -- | -- | -------- | --------------------- |
| 1  | TM | Nhật Bản | Okamoto Masahiro      |
| 2  | HV | Nhật Bản | Oiwa Kazuki           |
| 4  | HV | Nhật Bản | Kitazume Kengo        |
| 5  | TV | Brasil   | Paulinho (Đội trưởng) |
| 7  | TV | Nhật Bản | Sato Yuto             |
| 8  | TV | Nhật Bản | Yazawa Tatsuya        |
| 9  | TĐ | Nhật Bản | Morimoto Takayuki     |
| 11 | TĐ | Slovenia | Nejc Pečnik           |
| 13 | HV | Nhật Bản | Kanai Takashi         |
| 14 | TV | Nhật Bản | Machida Yamato        |
| 15 | TV | Nhật Bản | Tomisawa Seitaro      |
| 16 | TV | Nhật Bản | Sato Kentaro          |
| 17 | HV | Nhật Bản | Nakamura Taisuke      |

| Số | VT | Quốc gia                             | Cầu thủ                                      |
| -- | -- | ------------------------------------ | -------------------------------------------- |
| 18 | TĐ | Cộng hòa Dân chủ Nhân dân Triều Tiên | An Byong-Jun (cho mượn từ Kawasaki Frontale) |
| 19 | TĐ | Nhật Bản                             | Onaiwu Ado                                   |
| 20 | HV | Hàn Quốc                             | Kim Hyun-Hun                                 |
| 21 | TM | Nhật Bản                             | Takagi Shun (cho mượn từ Kawasaki Frontale)  |
| 22 | TM | Nhật Bản                             | Oka Hiroki (cho mượn từ Ventforet Kofu)      |
| 26 | TV | Nhật Bản                             | Ide Haruya                                   |
| 27 | HV | Nhật Bản                             | Urata Itsuki                                 |
| 28 | HV | Nhật Bản                             | Inui Takaya                                  |
| 29 | TV | Nhật Bản                             | Mizuno Koki                                  |
| 32 | TĐ | Nhật Bản                             | Suzuki Takayuki                              |
| 38 | TĐ | Nhật Bản                             | Matsuda Riki (cho mượn từ Nagoya Grampus)    |

### Cho mượn
Ghi chú: Quốc kỳ chỉ đội tuyển quốc gia được xác định rõ trong điều lệ tư cách FIFA. Các cầu thủ có thể giữ hơn một quốc tịch ngoài FIFA.
| Số | VT | Quốc gia | Cầu thủ                    |
| -- | -- | -------- | -------------------------- |
| —  | TV | Hàn Quốc | Nam Seung-Woo (tại Tubize) |

### Các cựu cầu thủ từng khoác áo ĐTQG
| JFA - Yuki Abe - Takayuki Chano - Shoji Jo - Seiichiro Maki - Koki Mizuno - Shigeyoshi Mochizuki - Shinji Murai - Eisuke Nakanishi - Tomoyuki Sakai - Yuji Sakakura - Takayuki Suzuki - Nobuhiro Takeda |  | AFC/ CAF/ OFC. - Matthew Bingley - Mark Milligan - Choi Yong-Soo - Owusu Benson - Wynton Rufer |  | UEFA. - Mario Haas - Edin Mujčin - Ilian Stoyanov - Ivan Hašek - Pavel Řehák - Pierre Littbarski - Frank Ordenewitz - Gabriel Popescu - Nenad Maslovar - Peter Bosz - Rade Bogdanovic - Nenad Đorđević - Ľubomír Moravčík - Željko Milinovič |  |

## Huấn luyện viên
- Ryuzo Hiraki 1965
- Masao Uchino 1966
- Shigeo Yaegashi 1967
- Yorimi Sakurai 1968–1970
- Hirokuni Ogawa 1971–1972
- Saburō Kawabuchi 1973–1975
- Mitsuo Kamata 1976–1978
- Masao Uchino 1979–1983
- Eijyun Kiyokumo 1984–1990
- Osamu Kawamoto 1990–1992
- Yoshikazu Nagai 1992–1994
- Eijyun Kiyokumo 1994–1995
- Yasuhiko Okudera 1995
- Jan Versleijen 1997–1998
- Gert Engels 1999
- Nicolae Zamfir 1999–2000
- Zdenko Verdenik 2000–2001
- Jozef Vengloš 2002
- Ivica Osim 2003–2006
- Amar Osim 2006–2007
- Josip Kuže 2008
- Alex Miller 2008–2009
- Atsuhiko Ejiri 2009–2010
- Dwight Lodeweges 2011
- Sugao Kambe (caretaker) 2011
- Takashi Kiyama 2012
- Jun Suzuki 2013–2014
- Kazuo Saito (tạm quyền) 2014
- Takashi Sekizuka 2014–